# Oruchuban Ebichu
Oruchuban Ebichu (おるちゅばんエビちゅ Oruchuban Ebichu, Ebichu i husstanden) er en populær japansk manga Serie og Animation, tegnet og skrevet af RIsa Ito(伊藤理佐), i 1990. Oruchuban Ebichu er en Komedie og erotisk, satirisk tegneserie, der husholderske hamster Ebichu og hendes mester livshistorie. Der er i alt udkommet 15 bind i serien, Mangaen udgives japansk af Futabasha(双葉社). 